# Bellamya pagodiformis
Bellamya pagodiformis é uma espécie de gastrópode  da família Viviparidae.
Pode ser encontrada nos seguintes países: República Democrática do Congo e Zâmbia.